# Links (politische Partei)
Links (Eigenschreibweise LINKS) ist eine Wiener Kleinpartei. Sie wurde im Jänner 2020 gegründet und trat erstmals bei den Wiener Bezirksvertretungs- und Gemeinderatswahlen am 11. Oktober 2020 in allen Bezirken und Wahlkreisen mit Spitzenkandidatin Anna Svec an. Dabei erreichte Links insgesamt 23 Mandate in 15 Wiener Bezirksvertretungen.

## Geschichte
Links wurde am 10. und 11. Jänner 2020 als Partei mit Hinblick auf die im Herbst stattfindenden Wiener Bezirks- und Gemeinderatswahlen gegründet. An der in Wien Rudolfsheim-Fünfhaus ausgerichteten Gründungsversammlung nahmen rund 400 Menschen teil. Erklärtes Ziel der Gruppierung war der Einzug in den Wiener Gemeinderat sowie in alle 23 Wiener Bezirksvertretungen. An der Gründungsversammlung von Links wirkten Mitglieder der Wiener KPÖ, der Jungen Linken, von Wien anders sowie Organisatoren der regierungskritischen Donnerstagsdemonstrationen und zahlreiche Menschen, die bereits im Projekt Aufbruch engagiert waren, mit. Darüber hinaus nahmen kleinere linke Organisationen wie Kollektiv nach Links und der Arbeiter*innenstandpunkt teil. Auf der Gründungsversammlung wurden Grundsätze und eine organisatorische Struktur beschlossen sowie drei Sprecher und ein Koordinationsteam gewählt.
Links trat am 11. Oktober 2020 erstmals bei den Wiener Bezirksvertretungs- und Gemeinderatswahlen an. Spitzenkandidatin von Links für die Wiener Gemeinderatswahl 2020 war die Rechtsberaterin Anna Svec. Sie bildete gemeinsam mit Angelika Adensamer (Platz 2) und Can Gülcü (Platz 3) das Spitzentrio für die Gemeinderatsebene. Die Liste im Bezirk Wieden wurde von der Bezirksrätin Amela Mirković angeführt, die im Februar 2020 die Wiener Grünen verließ und zu Links wechselte. Die fünf 2015 gewählten Bezirksrätinnen und Bezirksräte des Wahlbündnisses Wien anders – Josef Iraschko (Leopoldstadt), Susanne Empacher (Landstraße), Wolf-Goetz Jurjans (Margareten), Didi Zach (Rudolfsheim-Fünfhaus) und Fritz Fink (Ottakring) – kandidierten in ihren jeweiligen Bezirken auf dem ersten Listenplatz von Links. Die Liste im Bezirk Floridsdorf wurde vom früheren SPÖ-Politiker Christoph Baumgärtel angeführt, der zuvor in Floridsdorf eine SPÖ-Sektion leitete, danach die SPÖ Langenzersdorf österreichweit bekannt machte, im Dezember 2019 die SPÖ verließ und ab Jänner 2020 zu den Gründungsmitgliedern von Links gehörte.
Während der Einzug in den Gemeinderat mit einem Ergebnis von 14.919 Stimmen bzw. 2,06 % scheiterte, konnten bei den Bezirksvertretungswahlen in 15 Bezirken insgesamt 23 Mandate erreicht werden.
Im Mai 2022 zog sich ein Mitglied des Koordinationsteams von allen Funktionen zurück, nachdem Vorwürfe der sexuellen Belästigung gegen ihn bekannt wurden. Nach einer Prüfung der Vorwürfe durch interne Gremien erfolgte der Parteiausschluss des Mitglieds.
Im April 2024 trat Links mit einer eigenen Liste bei der Wiener Arbeiterkammerwahl an. Dabei wurden 2,4 % der Stimmen erreicht, was vier Mandaten in der Vollversammlung der Arbeiterkammer Wien entspricht.
Bei der Nationalratswahl 2024 trat Links im Bündnis mit der KPÖ an. Die Links-Sprecherinnen Anna Svec und Angelika Adensamer kandidieren auf der Bundesliste und der Wiener Landesliste der KPÖ. Bei der Wiener Landtags- und Gemeinderatswahl 2025 tritt Links gemeinsam mit der KPÖ an.

## Politische Positionen
Links versteht sich als antikapitalistische, antirassistische, queerfeministische und solidarische politische Kraft. Links tritt für eine Arbeitszeitverkürzung auf 30 Stunden pro Woche, einen Mindestlohn von 1.950 Euro netto (27.842 pro Jahr netto) und eine „bedingungslose Existenzsicherung in der Höhe von 1.500 Euro für alle Wiener - egal ob arbeitslos, teilzeitbeschäftigt oder im Haushalt arbeitend“ ein. Für die rund 30 Prozent der Wiener Bevölkerung ohne österreichische Staatsbürgerschaft fordert Links ein „Wahlrecht für alle nach einem Jahr Aufenthalt“. Um den „Ausstieg aus Öl und Gas und Netto-Null-Treibhausgasemissionen bis 2030 mit[zu]finanzieren“, verlangt Links eine „Klimaabgabe für alle in Wien ansässigen Unternehmen nach Vorbild der U-Bahn-Steuer“.